# Зелёная линия (Пермь)

Зелёная линия в Перми

Зелёная линия — пешеходный туристический маршрут в центральной части Перми, который объединяет в себе основные исторические, культурные и архитектурные объекты города.

## История
Проект начал действовать с 11 июня 2010 г. Для его реализации вдоль всего маршрута на тротуар была нанесена зелёная линия с направлением движения и обозначением номера достопримечательности. Около каждой достопримечательности была установлена информационная тумба с кратким описанием достопримечательности на русском и английском языках, а также схематическим изображением схемы движения и текущим местонахождением. Аналогичные тумбы были установлены около железнодорожного вокзала Пермь-II и автовокзала. В 2015 году маршрут решили продлить, добавив еще три объекта: эспланаду, библиотеку им. Горького и Театр-Театр. Таким образов, «Зеленая линия» стала включать 40 достопримечательностей города.

## Достопримечательности на Зелёной линии
Пешеходный маршрут включает в себя 37 достопримечательностей города:
1. Скульптура «Пермяк солёные уши»
2. Дом купчихи М. М. Барановой
3. Часовня Стефана Великопермского
4. Пермская женская учительская семинария
5. Выставочный зал г. Перми
6. Спасо-Преображенский кафедральный собор – Пермская государственная художественная галерея
7. Духовная консистория (канцелярия Кафедрального собора) – Пермский краевой врачебно-физкультурный диспансер
8. Торговая баня мещанки Е. П. Кашиной
9. Набережный сад им. Ф. М. Решетникова
10. Речной вокзал – Музей современного искусства «PERMM»
11. Железнодорожный вокзал «Пермь I»
12. Скверик с паровозом
13. Дом пароходчика Мешкова – Пермский краевой музей
14. Узел связи Камского речного пароходства
15. Дом купца П. А. Попова
16. «Дом со львами» – здание комбината «Молотовуголь»
17. Дом В. Е. Вердеевского (дом Протопопова)
18. «Королёвские номера» – общежитие для артистов Пермского академического театра оперы и балета им. П. И. Чайковского
19. Гостиница «Центральная»
20. Дом Смышляева – Здание городской Думы – Центральная городская библиотека им. А. С. Пушкина
21. Пермская мужская гимназия – Пермская государственная медицинская академия им. академика Е. А. Вагнера
22. Памятник Борису Пастернаку
23. Пермский академический театр оперы и балета имени Петра Ильича Чайковского
24. Мариинская женская гимназия – Пермская государственная сельскохозяйственная академия им. академика Н. Прянишникова
25. Здание крестьянского поземельного банка
26. Старый корпус женского епархиального училища – Пермский государственный хореографический колледж
27. Дом купца Грибушина – Пермское отделение Уральского центра Российской академии наук
28. Дом купца Гаврилова
29. Дом купца Михайлова
30. Здание государственного банка
31. «Нулевой километр» – Здание главпочтамта
32. Губернская казенная палата – Здание администрации города Перми и Пермской городской Думы
33. Кинотеатр «Триумф»
34. Духовное училище – Пермский государственный институт искусства и культуры
35. Церковь Рождества Богородицы – Пермская государственная фармацевтическая академия
36. Губернский детский приют Е. И. Любимовой – Пермский филиал Уральской академии живописи, ваяния и зодчества
37. Скульптура В. И. Павленко и О. Ю. Красношеиной «Пермский медведь»
38. Эспланада
39. Пермская государственная ордена «Знак Почёта» краевая универсальная библиотека им. А. М. Горького
40. Пермский академический театр драмы — Пермский академический «Театр-Театр»